# رنكة أروكانية
رنكة أروكانية (الاسم العلمي: Clupea bentincki) (بالإنجليزية: Araucanian herring)‏ هي نوع من الأسماك تتبع جنس الرنكة من فصيلة الرنكات.